# Montaren-et-Saint-Médiers
Montaren-et-Saint-Médiers est une commune française située dans l'est du département du Gard en région Occitanie.
Exposée à un climat méditerranéen, elle est drainée par le Les Seynes et par deux autres cours d'eau. Incluse dans les gorges du Gardon, la commune possède un patrimoine naturel remarquable composé d'une zone naturelle d'intérêt écologique, faunistique et floristique.
Montaren-et-Saint-Médiers est une commune rurale qui compte 1 390 habitants en 2022, après avoir connu une forte hausse de la population depuis 1968. Elle est dans l'agglomération d'Uzès et fait partie de l'aire d'attraction d'Uzès. Ses habitants sont appelés les Montadiérois ou  Montadiéroises.
Le patrimoine architectural de la commune comprend un immeuble protégé au titre des monuments historiques : le château, classé en 1930.

## Géographie

### Climat
Pour des articles plus généraux, voir Climat de l'Occitanie et Climat du Gard.
En 2010, le climat de la commune est de type climat méditerranéen franc, selon une étude s'appuyant sur une série de données couvrant la période 1971-2000. En 2020, Météo-France publie une typologie des climats de la France métropolitaine dans laquelle la commune est exposée à un climat méditerranéen et est dans la région climatique Provence, Languedoc-Roussillon, caractérisée par une pluviométrie faible en été, un très bon ensoleillement (2 600 h/an), un été chaud (21,5 °C), un air très sec en été, sec en toutes saisons, des vents forts (fréquence de 40 à 50 % de vents > 5 m/s) et peu de brouillards.
Pour la période 1971-2000, la température annuelle moyenne est de 14 °C, avec une amplitude thermique annuelle de 17,7 °C. Le cumul annuel moyen de précipitations est de 810 mm, avec 6,5 jours de précipitations en janvier et 3,2 jours en juillet. Pour la période 1991-2020, la température moyenne annuelle observée sur la station météorologique la plus proche, située sur la commune d'Uzès à 4 km à vol d'oiseau, est de 14,5 °C et le cumul annuel moyen de précipitations est de 809,4 mm,. Pour l'avenir, les paramètres climatiques de la commune estimés pour 2050 selon différents scénarios d'émission de gaz à effet de serre sont consultables sur un site dédié publié par Météo-France en novembre 2022.

### Milieux naturels et biodiversité

#### Espaces protégés
La protection réglementaire est le mode d’intervention le plus fort pour préserver des espaces naturels remarquables et leur biodiversité associée,.
La commune fait partie de la zone de transition des gorges du Gardon, un territoire d'une superficie de 23 800 ha reconnu réserve de biosphère par l'UNESCO en 2015 pour l'importante biodiversité qui la caractérise, mariant garrigues, plaines agricoles et yeuseraies,.

#### Zones naturelles d'intérêt écologique, faunistique et floristique

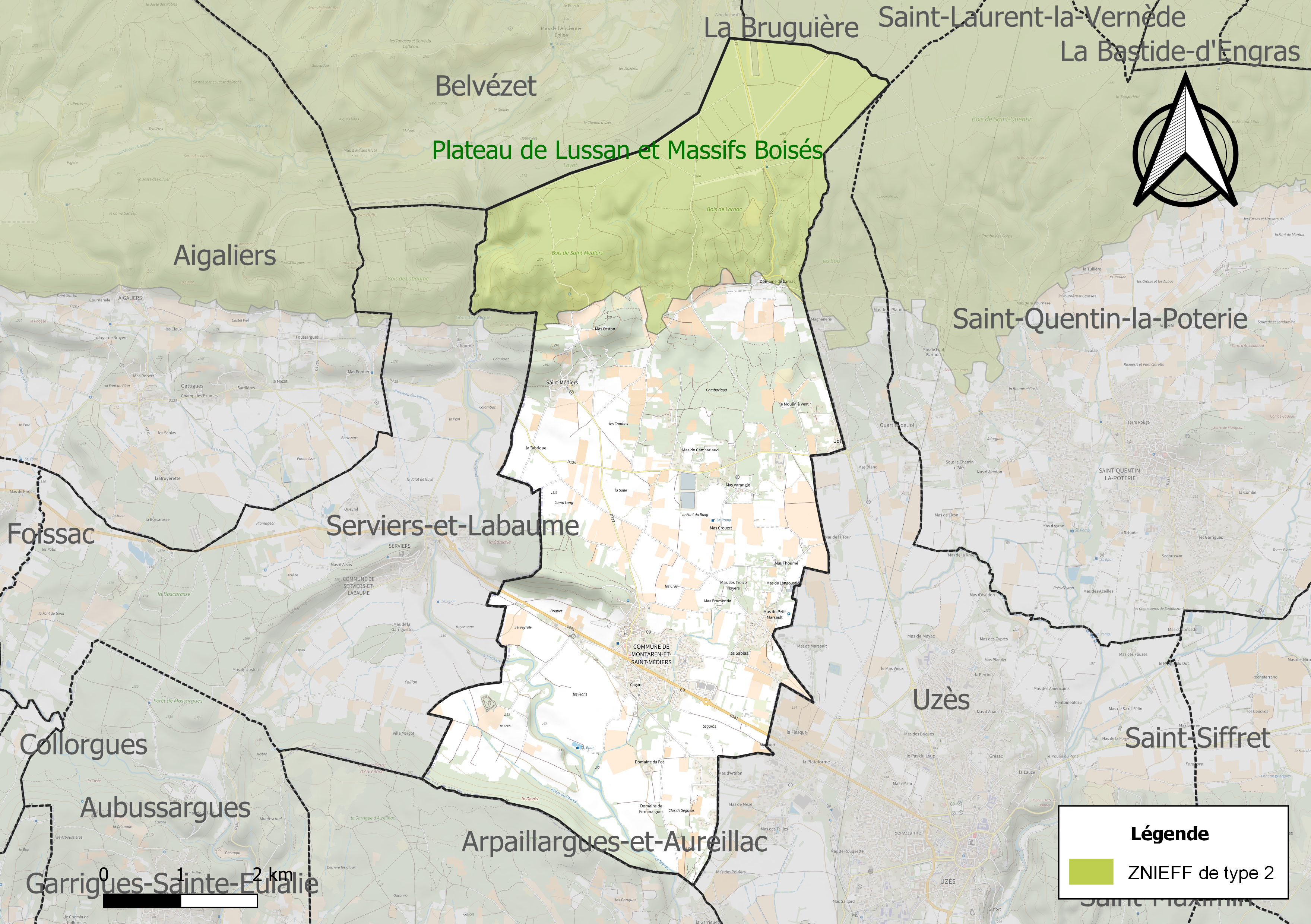
Carte de la ZNIEFF de type 2 localisée sur la commune.

L’inventaire des zones naturelles d'intérêt écologique, faunistique et floristique (ZNIEFF) a pour objectif de réaliser une couverture des zones les plus intéressantes sur le plan écologique, essentiellement dans la perspective d’améliorer la connaissance du patrimoine naturel national et de fournir aux différents décideurs un outil d’aide à la prise en compte de l’environnement dans l’aménagement du territoire.
Une ZNIEFF de type 2 est recensée sur la commune :
le « plateau de Lussan et Massifs Boisés » (37 159 ha), couvrant 40 communes du département.

## Urbanisme

### Typologie
Au 1er janvier 2024, Montaren-et-Saint-Médiers est catégorisée bourg rural, selon la nouvelle grille communale de densité à sept niveaux définie par l'Insee en 2022.
Elle appartient à l'unité urbaine d'Uzès, une agglomération intra-départementale regroupant quatre  communes, dont elle est une commune de la banlieue,,. Par ailleurs la commune fait partie de l'aire d'attraction d'Uzès, dont elle est une commune de la couronne,. Cette aire, qui regroupe 18 communes, est catégorisée dans les aires de moins de 50 000 habitants,.

### Occupation des sols
L'occupation des sols de la commune, telle qu'elle ressort de la base de données européenne d’occupation biophysique des sols Corine Land Cover (CLC), est marquée par l'importance des territoires agricoles (55,2 % en 2018), en diminution par rapport à 1990 (58,4 %). La répartition détaillée en 2018 est la suivante : 
zones agricoles hétérogènes (33,5 %), forêts (28 %), cultures permanentes (12,5 %), milieux à végétation arbustive et/ou herbacée (11,6 %), terres arables (9,2 %), zones urbanisées (4,9 %), espaces verts artificialisés, non agricoles (0,3 %). L'évolution de l’occupation des sols de la commune et de ses infrastructures peut être observée sur les différentes représentations cartographiques du territoire : la carte de Cassini (XVIIIe siècle), la carte d'état-major (1820-1866) et les cartes ou photos aériennes de l'IGN pour la période actuelle (1950 à aujourd'hui).

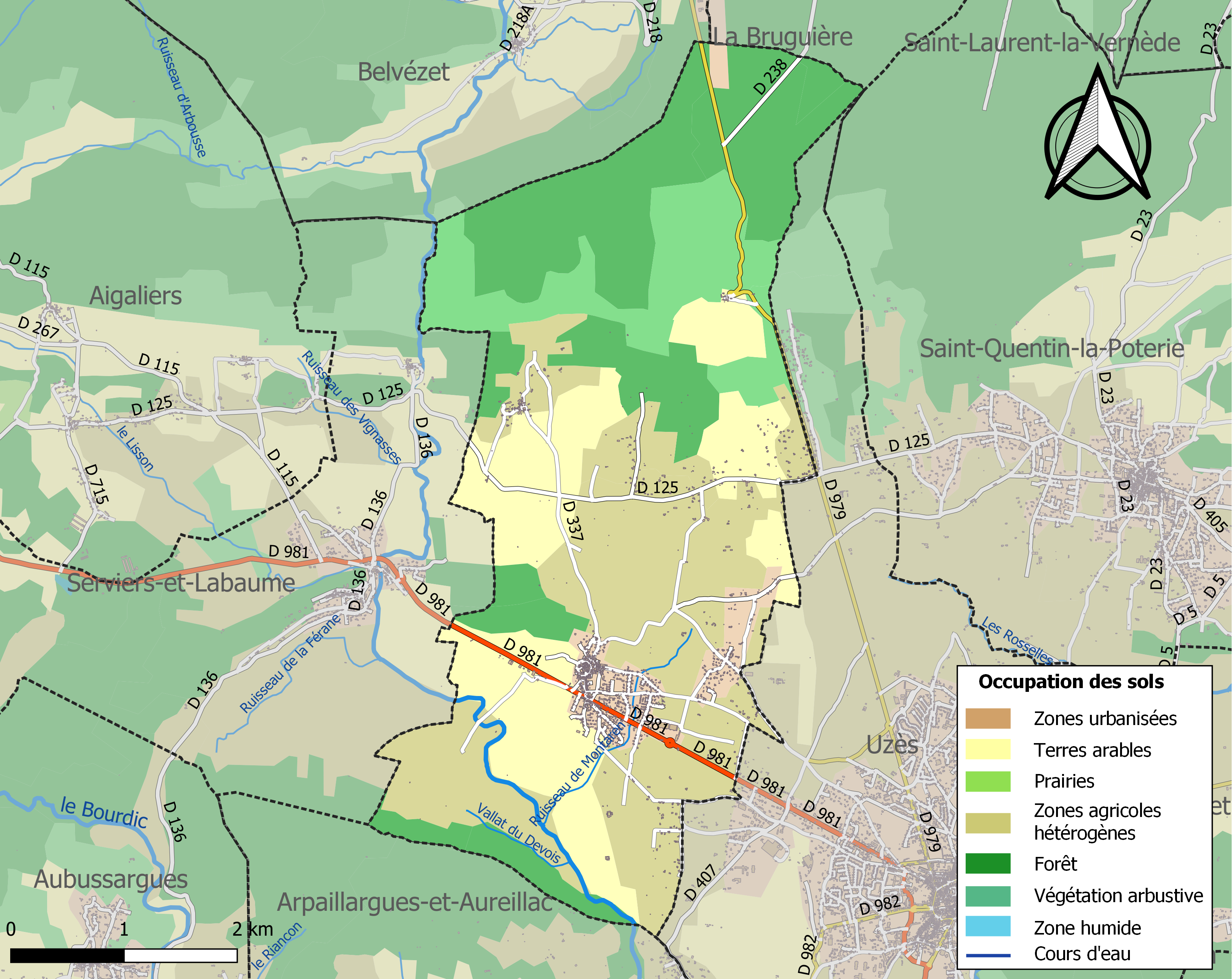
Carte des infrastructures et de l'occupation des sols de la commune en 2018 (CLC).

### Risques majeurs
Le territoire de la commune de Montaren-et-Saint-Médiers est vulnérable à différents aléas naturels : météorologiques (tempête, orage, neige, grand froid, canicule ou sécheresse), inondations, feux de forêts, mouvements de terrains et séisme (sismicité modérée). Il est également exposé à un risque particulier : le risque de radon. Un site publié par le BRGM permet d'évaluer simplement et rapidement les risques d'un bien localisé soit par son adresse soit par le numéro de sa parcelle.

#### Risques naturels
Certaines parties du territoire communal sont susceptibles d’être affectées par le risque d’inondation par débordement de cours d'eau et par une crue torrentielle ou à montée rapide de cours d'eau, notamment Les Seynes. La commune a été reconnue en état de catastrophe naturelle au titre des dommages causés par les inondations et coulées de boue survenues en 1982, 1983, 2002 et 2011,.

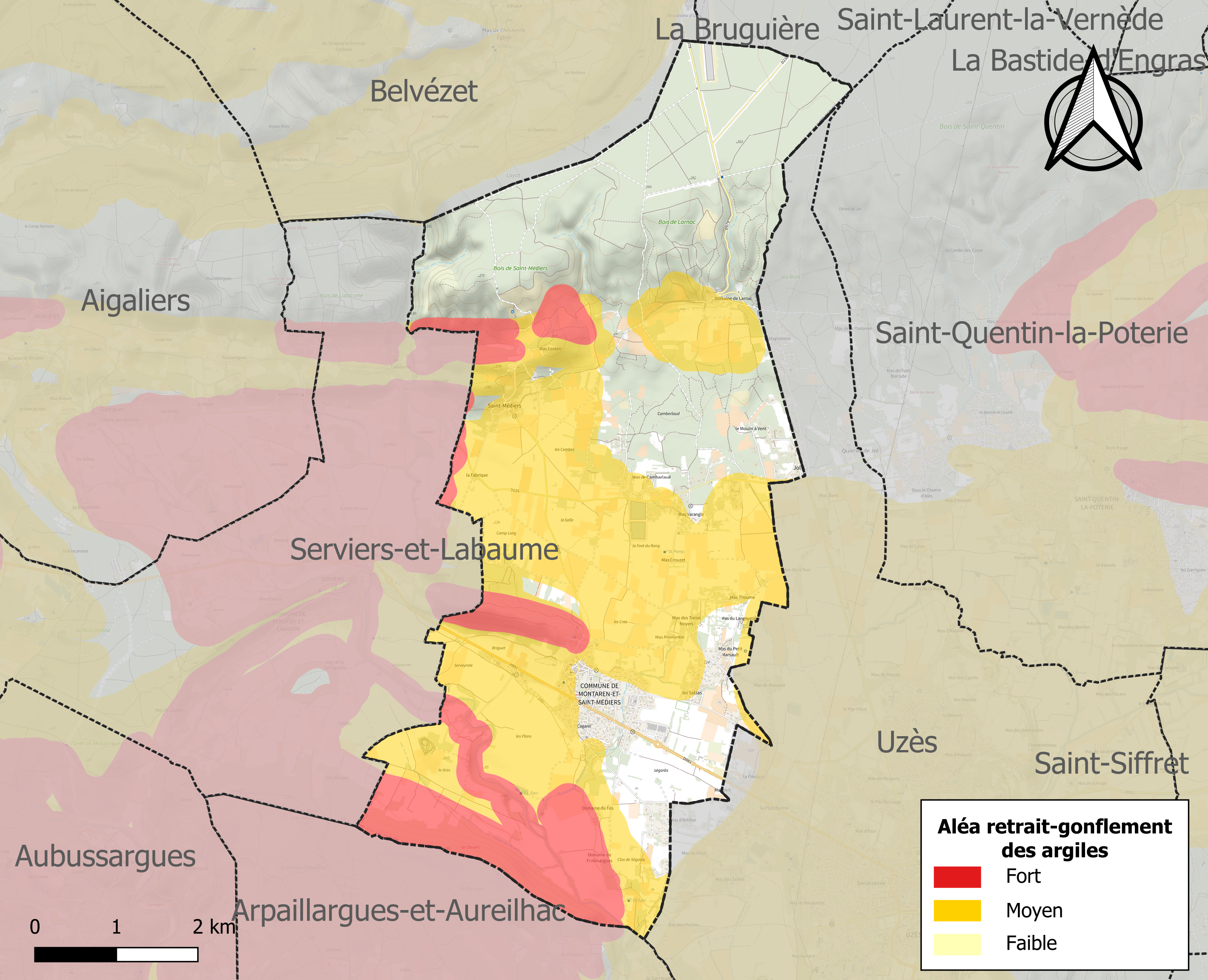
Carte des zones d'aléa retrait-gonflement des sols argileux de Montaren-et-Saint-Médiers.

La commune est vulnérable au risque de mouvements de terrains constitué principalement du retrait-gonflement des sols argileux. Cet aléa est susceptible d'engendrer des dommages importants aux bâtiments en cas d’alternance de périodes de sécheresse et de pluie. 55,3 % de la superficie communale est en aléa moyen ou fort (67,5 % au niveau départemental et 48,5 % au niveau national). Sur les 781 bâtiments dénombrés sur la commune en 2019, 310 sont en aléa moyen ou fort, soit 40 %, à comparer aux 90 % au niveau départemental et 54 % au niveau national. Une cartographie de l'exposition du territoire national au retrait gonflement des sols argileux est disponible sur le site du BRGM,.
Par ailleurs, afin de mieux appréhender le risque d’affaissement de terrain, l'inventaire national des cavités souterraines permet de localiser celles situées sur la commune.
Concernant les mouvements de terrains, la commune a été reconnue en état de catastrophe naturelle au titre des dommages causés par la sécheresse en 2016 et 2017 et par des mouvements de terrain en 1983.

#### Risque particulier
Dans plusieurs parties du territoire national, le radon, accumulé dans certains logements ou autres locaux, peut constituer une source significative d’exposition de la population aux rayonnements ionisants. Certaines communes du département sont concernées par le risque radon à un niveau plus ou moins élevé. Selon la classification de 2018, la commune de Montaren-et-Saint-Médiers est classée en zone 2, à savoir zone à potentiel radon faible mais sur lesquelles des facteurs géologiques particuliers peuvent faciliter le transfert du radon vers les bâtiments.

## Toponymie
- Provençal Mount-Aren, du roman Montaren, du bas altin Mons Arenus, Alenus, Helenus[21].
- Provençal Sant-Medié, du bas latin Meterius, Emeterius[21].

Gentilé : Montarénois (on rencontre également Montadiérois).

## Histoire

### Moyen Âge
Le village de Montaren est mentionné Mons-Helenus en 1151 et celui de Saint-Médiers Sanctus-Meterius en 1265.

### Révolution française et Empire
Saint-Médiers porta provisoirement, au cours de la Révolution française, le nom de Vivacité,.

### Époque contemporaine
La commune actuelle est le fruit de la fusion, en 1815, des deux communes voisines de Montaren et de Saint-Médiers, peuplées respectivement, au recensement de 1806, de 785 et de 36 habitants.

## Politique et administration

### Liste des maires
| Période                                  | Période  | Identité          | Étiquette | Qualité                                                            |
| ---------------------------------------- | -------- | ----------------- | --------- | ------------------------------------------------------------------ |
| 2001                                     | 2014     | Jean-Louis Roche  | PS        | Vice-président de la communauté de communes de l'Uzège (2008-2012) |
| 2014                                     | En cours | Frédéric Levesque | DVG       | Cadre                                                              |
| Les données manquantes sont à compléter. |          |                   |           |                                                                    |

### Jumelages
La ville de Montarent-et-saint-Médiers et jumelée à la ville portugaise Sauto Da Casa (Portugal)

## Population et société

### Démographie
L'évolution du nombre d'habitants est connue à travers les recensements de la population effectués dans la commune depuis 1793. Pour les communes de moins de 10 000 habitants, une enquête de recensement portant sur toute la population est réalisée tous les cinq ans, les populations de référence des années intermédiaires étant quant à elles estimées par interpolation ou extrapolation. Pour la commune, le premier recensement exhaustif entrant dans le cadre du nouveau dispositif a été réalisé en 2005.

En 2022, la commune comptait 1 390 habitants, en évolution de −3,61 % par rapport à 2016 (Gard : +2,97 %, France hors Mayotte : +2,11 %).
| 1793 | 1800 | 1806 | 1821 | 1831 | 1836  | 1841  | 1846  | 1851  |
| ---- | ---- | ---- | ---- | ---- | ----- | ----- | ----- | ----- |
| 514  | 750  | 785  | 894  | 968  | 1 004 | 1 051 | 1 005 | 1 006 |

| 1856 | 1861 | 1866 | 1872 | 1876 | 1881 | 1886 | 1891 | 1896 |
| ---- | ---- | ---- | ---- | ---- | ---- | ---- | ---- | ---- |
| 902  | 962  | 960  | 857  | 824  | 816  | 775  | 741  | 721  |

| 1901 | 1906 | 1911 | 1921 | 1926 | 1931 | 1936 | 1946 | 1954 |
| ---- | ---- | ---- | ---- | ---- | ---- | ---- | ---- | ---- |
| 683  | 685  | 602  | 533  | 524  | 507  | 469  | 505  | 501  |

| 1962 | 1968 | 1975 | 1982 | 1990  | 1999  | 2005  | 2006  | 2010  |
| ---- | ---- | ---- | ---- | ----- | ----- | ----- | ----- | ----- |
| 571  | 518  | 654  | 805  | 1 094 | 1 236 | 1 328 | 1 351 | 1 504 |

| 2015  | 2020  | 2022  | - | - | - | - | - | - |
| ----- | ----- | ----- | - | - | - | - | - | - |
| 1 454 | 1 389 | 1 390 | - | - | - | - | - | - |

Population de Saint-Médiers : 47 en 1793 ; 30 en 1800 ; 38 en 1806.

### Manifestations culturelles et festivités
- Fête du pois chiche, au mois de mai. Cette manifestation qui dure trois jours, est organisée par plusieurs associations locales et comprend de nombreuses animations qui mêlent humour bravache et rituel communautaire. Cet évènement est inscrit en 2022 à l’Inventaire national du patrimoine culturel immatériel de l’Unesco[29].

## Économie

### Revenus
En 2018  (données Insee publiées en septembre 2021), la commune compte 615 ménages fiscaux, regroupant 1 374 personnes. La médiane du revenu disponible par unité de consommation est de 20 170 € (20 020 € dans le département).

### Emploi
|                | 2008   | 2013   | 2018  |
| -------------- | ------ | ------ | ----- |
| Commune        | 8,9 %  | 13,3 % | 9,5 % |
| Département    | 10,6 % | 12 %   | 12 %  |
| France entière | 8,3 %  | 10 %   | 10 %  |

En 2018, la population âgée de 15 à 64 ans s'élève à 796 personnes, parmi lesquelles on compte 72,8 % d'actifs (63,3 % ayant un emploi et 9,5 % de chômeurs) et 27,2 % d'inactifs,. En  2018, le taux de chômage communal (au sens du recensement) des 15-64 ans est inférieur à celui de la France et du département, alors qu'en 2008 il était supérieur à celui de la France.
La commune fait partie de la couronne de l'aire d'attraction d'Uzès, du fait qu'au moins 15 % des actifs travaillent dans le pôle,. Elle compte 340 emplois en 2018, contre 428 en 2013 et 366 en 2008. Le nombre d'actifs ayant un emploi résidant dans la commune est de 516, soit un indicateur de concentration d'emploi de 65,9 % et un taux d'activité parmi les 15 ans ou plus de 48,5 %.
Sur ces 516 actifs de 15 ans ou plus ayant un emploi, 147 travaillent dans la commune, soit 29 % des habitants. Pour se rendre au travail, 82,4 % des habitants utilisent un véhicule personnel ou de fonction à quatre roues, 2,2 % les transports en commun, 4,8 % s'y rendent en deux-roues, à vélo ou à pied et 10,7 % n'ont pas besoin de transport (travail au domicile).

### Activités hors agriculture

#### Secteurs d'activités
163 établissements sont implantés  à Montaren-et-Saint-Médiers au 31 décembre 2019. Le tableau ci-dessous en détaille le nombre par secteur d'activité et compare les ratios avec ceux du département,.
| Secteur d'activité                                                                                        | Commune | Commune | Département |
| Secteur d'activité                                                                                        | Nombre  | %       | %           |
| --- | ------- | ------- | ----------- |
| Ensemble                                                                                                  | 163     | 100 %   | (100 %)     |
| Industrie manufacturière, industries extractives et autres                                                | 7       | 4,3 %   | (7,9 %)     |
| Construction                                                                                              | 35      | 21,5 %  | (15,5 %)    |
| Commerce de gros et de détail, transports, hébergement et restauration                                    | 42      | 25,8 %  | (30 %)      |
| Information et communication                                                                              | 2       | 1,2 %   | (2,2 %)     |
| Activités financières et d'assurance                                                                      | 4       | 2,5 %   | (3 %)       |
| Activités immobilières                                                                                    | 6       | 3,7 %   | (4,1 %)     |
| Activités spécialisées, scientifiques et techniques et activités de services administratifs et de soutien | 27      | 16,6 %  | (14,9 %)    |
| Administration publique, enseignement, santé humaine et action sociale                                    | 20      | 12,3 %  | (13,5 %)    |
| Autres activités de services                                                                              | 20      | 12,3 %  | (8,8 %)     |

Le secteur du commerce de gros et de détail, des transports, de l'hébergement et de la restauration est prépondérant sur la commune puisqu'il représente 25,8 % du nombre total d'établissements de la commune (42 sur les 163 entreprises implantées  à Montaren-et-Saint-Médiers), contre 30 % au niveau départemental.

#### Entreprises et commerces
Les cinq entreprises ayant leur siège social sur le territoire communal qui génèrent le plus de chiffre d'affaires en 2020 sont : 
- Bamont, hypermarchés (29 256 k€) ;
- Valvic, commerce de détail de quincaillerie, peintures et verres en grandes surfaces (400 m2 et plus) (2 909 k€) ;
- Tendance Carrelage, travaux de revêtement des sols et des murs (786 k€) ;
- MASSE Prestations, activités de soutien aux cultures (274 k€) ;
- Snap, activités d'architecture (161 k€).

### Agriculture
La commune est dans les Garrigues, une petite région agricole occupant le centre du département du Gard. En 2020, l'orientation technico-économique de l'agriculture  sur la commune est la polyculture et/ou le polyélevage. 
|               | 1988 | 2000 | 2010 | 2020 |
| ------------- | ---- | ---- | ---- | ---- |
| Exploitations | 39   | 24   | 25   | 17   |
| SAU (ha)      | 694  | 678  | 844  | 726  |

Le nombre d'exploitations agricoles en activité et ayant leur siège dans la commune est passé de 39 lors du recensement agricole de 1988  à 24 en 2000 puis à 25 en 2010 et enfin à 17 en 2020, soit une baisse de 56 % en 32 ans. Le même mouvement est observé à l'échelle du département qui a perdu pendant cette période 61 % de ses exploitations,. La surface agricole utilisée sur la commune a quant à elle augmenté, passant de 694 ha en 1988 à 726 ha en 2020. Parallèlement la surface agricole utilisée moyenne par exploitation a augmenté, passant de 18 à 43 ha.

## Culture locale et patrimoine

### Édifices civils
- Château  Classé MH (1930)[35] : Il est situé dans l’îlot central de ce village dont la forme circulaire, les dimensions et la vieille mention figurant dans certains documents, « Castrum Monte Arenus », évoquent l’oppidum romain à l’origine de la construction. Il devait en effet exister à l’époque romaine un fort construit sur la butte sableuse située aujourd’hui au centre du vieux village. Une vue d’avion de cette partie du village met en évidence la forme circulaire des rues encerclant le château, souvenir du mur fortifié encerclant le fort. Les origines de la construction actuelle sont difficiles à établir. Il semblerait que l’édifice ait pour point de départ une tour du XVe siècle, dite Tour de Jeanis et qui subsiste toujours incluse dans la construction, à l’angle nord–est du logis nord du château. Il existe encore dans le village plusieurs tours dominant les maisons anciennes, datant probablement de cette époque.
- Tour Sarrazine.

### Édifices religieux
- Église Saint-André-et-Saint-Médiers de Montaren-et-Saint-Médiers.
- Chapelle de Saint-Médiers.

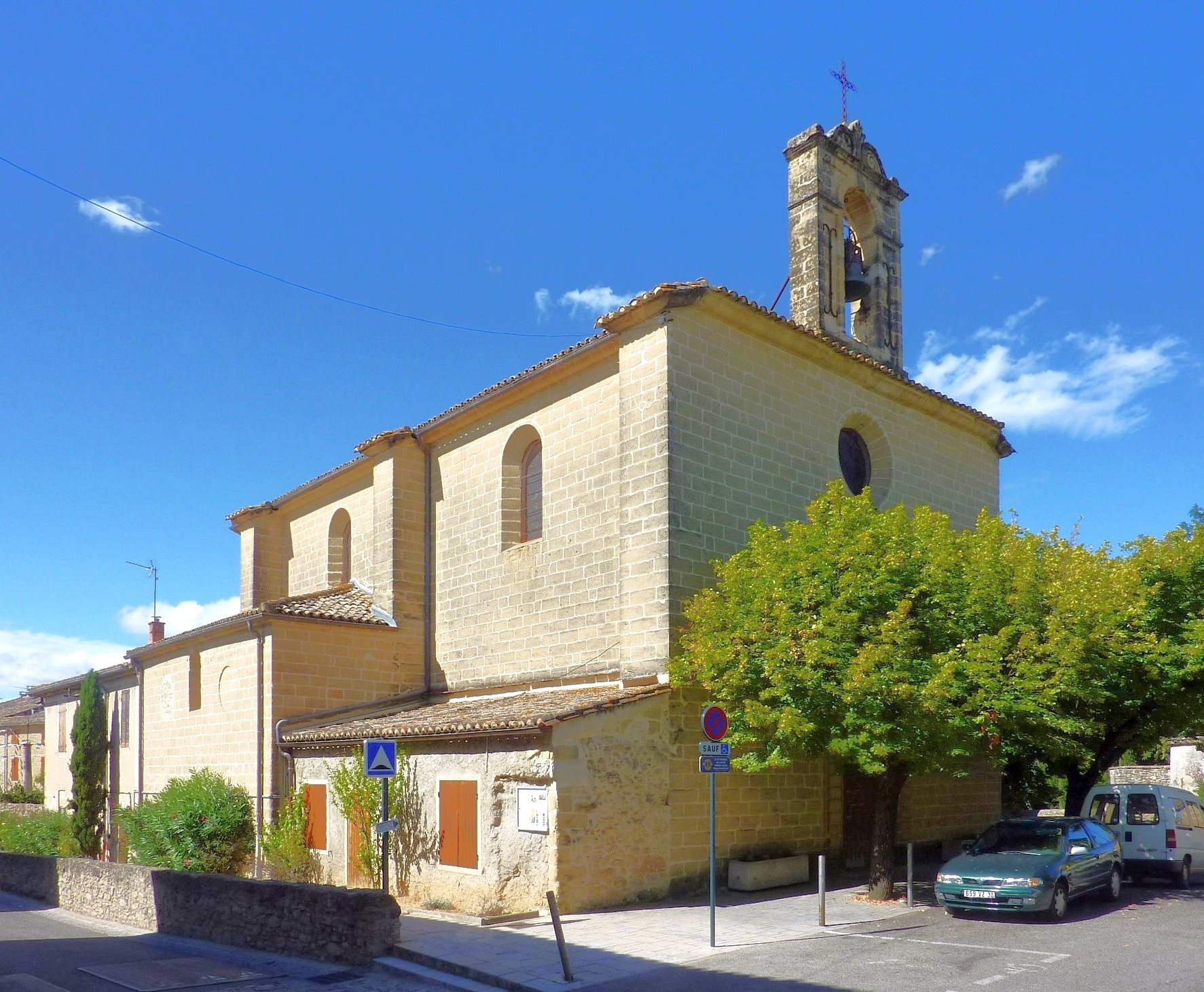
Église Saint-André-et-Saint-Médiers
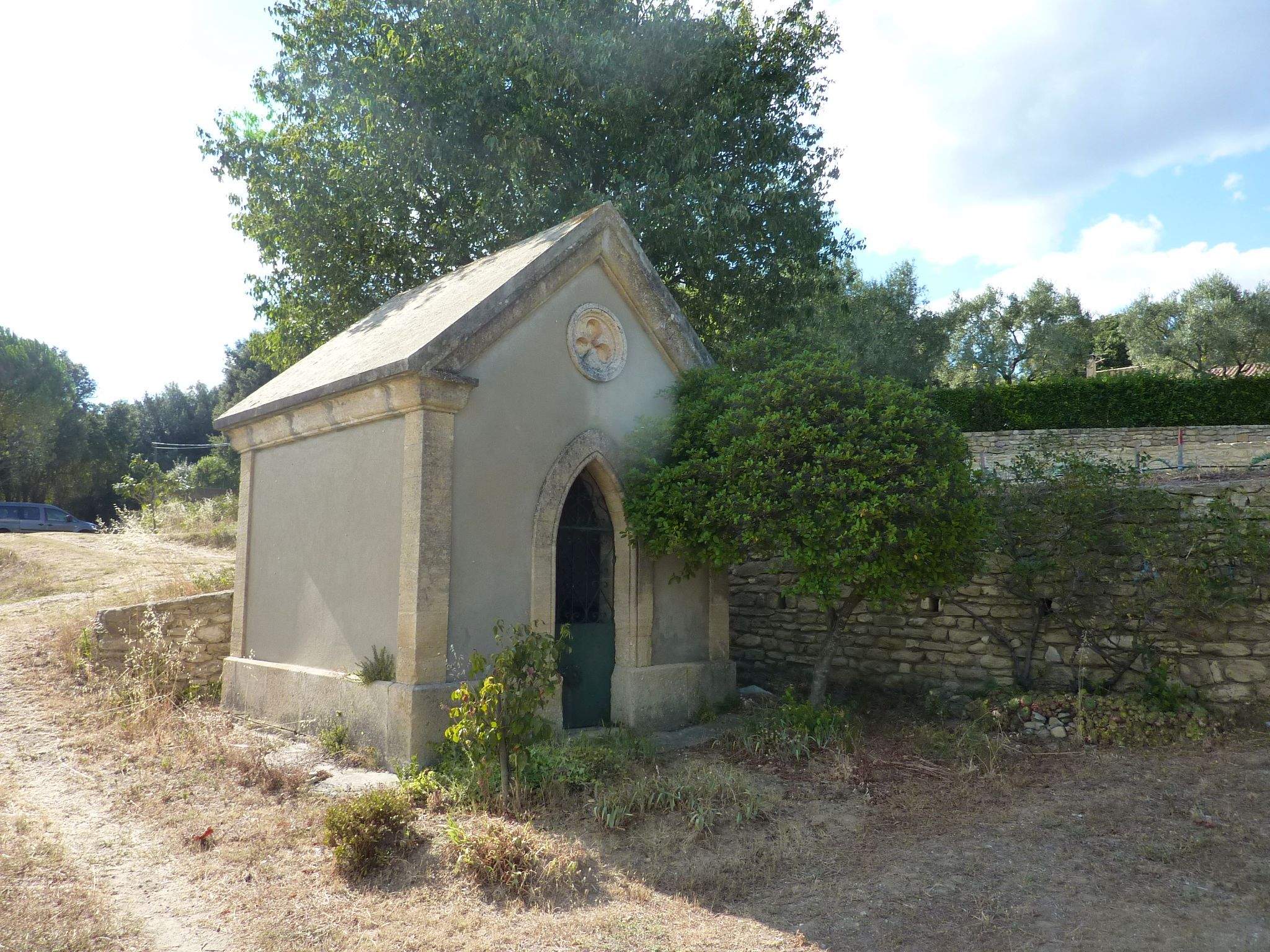
Chapelle de Saint-Médiers

### Personnalités liées à la commune
- Alain Schneider, artiste peintre[36]

## Héraldique
| Blason de Montaren-et-Saint-Médiers | Blason  | Écartelé au premier d'or au pal losangé d'argent et de sinople, au deuxième et au troisième de gueules à la croix cléchée, vidée et pommetée de douze pièces d'or (croix occitane), au quatrième d'or, à la croix losangée d'argent et d'azur. |
| Blason de Montaren-et-Saint-Médiers | Détails | Le statut officiel du blason reste à déterminer. |